# 王阮
王阮（1140年—1208年），字南卿，一名元隆，號義豐，江州德安（今江西九江德安縣）人，南宋文學家。
曾祖父王韶、祖父王厚皆北宋名將。隆興元年（1163年）進士，任都昌主簿。淳熙六年（1179年），知新昌縣。韓侂胄當政時，對他極力攏絡，不附，歸隠廬山。王阮本人是主戰派，對張浚十分推崇。嘉定元年卒。其作品《義豐文集》一卷，淳祐三年王旦刻《義豐文集》，清初收入《四庫全書》。

## 延伸阅读
[在维基数据编辑]
 《宋史/卷395》，出自脱脱《宋史》